# 新潟県道233号落合六日町線

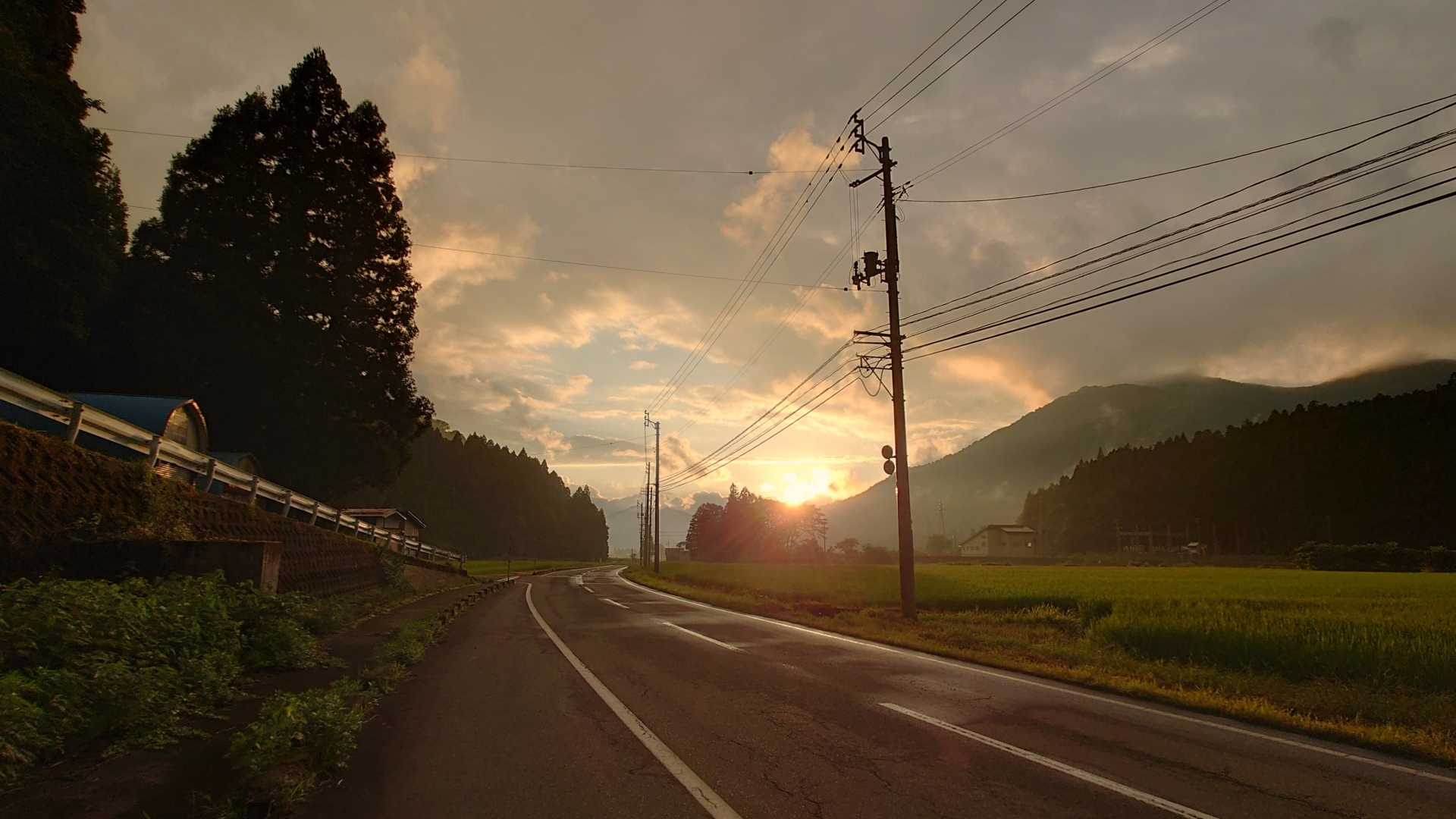
南魚沼市舞台字水口付近

新潟県道233号落合六日町線（にいがたけんどう233ごう おちあいむいかまちせん）は、新潟県南魚沼市内を通る一般県道である。

## 概要
路線名の「六日町」は、終点付近の旧自治体名（新潟県南魚沼郡六日町）に由来する。

### 路線データ
- 起点：新潟県南魚沼市清水瀬161林小班5
- 終点：新潟県南魚沼市二日町字台ノ上62-7（国道291号交点）

## 地理

### 通過する自治体
- 新潟県
南魚沼市

### 交差･接続する道路
- 南魚沼市道清水瀬落合線（起点：南魚沼市落合、「十字峡トンネル」東口）

この間冬季閉鎖区間あり（場所：南魚沼市落合～清水瀬、距離：6.1km、期間：11月下旬～6月下旬、迂回路：なし）
この間通行規制区間あり（場所：南魚沼市清水瀬、内容：終日・全面通行止、理由：落石の危険、期間：2010年（平成22年）6月1日～当分の間、迂回路：なし）
- 新潟県道28号塩沢大和線（南魚沼市宮、「五十沢郵便局」東方）
- 国道291号（終点：南魚沼市二日町字台ノ上）
- 新潟県道364号一村尾六日町線（終点先、二日町橋を介して接続）
- 新潟県道554号蛭窪京岡線（南魚沼市京岡トノソテ道、新潟県道28号塩沢大和線を介して接続）

### 沿線
- 南魚沼市立五十沢（いかざわ）小学校
- 南魚沼市立西五十沢小学校
- JAみなみ魚沼 五十沢支店
- 五十沢郵便局
- ニデックプレシジョン精密部品 六日町工場
- 五十沢温泉
- 魚野川
- 三国（さぐり）川
- 三国川ダム（しゃくなげ湖）
- 中ノ岳
- しゃくなげ湖十字峡登山センター - 中ノ岳への登山口（2024年11月15日現在、沿線道路落石の危険のため右岸道路迂回にて利用可能）